# Francisco de Quevedo
Francisco de Quevedo, s polnim imenom Francisco Gómez de Quevedo Villegas y Santibáñez Cevallos (* Madrid, 17. september 1580 - † Villanueva de los Infantes, Ciudad Real, 8. september 1645), je bil španski pisatelj in pesnik.
Ustvarjal je v literarnozgodovinskem obdobju Zlate dobe španske književnosti (Siglo de Oro). Velja za enega bolj znanih španskih avtorjev. Znan je predvsem po svoji poeziji, čeprav je pisal tudi prozo in dramska dela, njegov opus pa obsega tudi filozofska, politična, moralna, asketska, humanistična in historična dela.  

## Življenje
Quevedo se rodi v ugledni in vplivni madridski družini, ki je izvorno iz vasi Vejorís v Kantabrijskem gorovju. Njegovi starši na španskem dvoru zasedajo visoke položaje  ̶  mati María de Santibañez je dvorna dama, oče Pedro Gómez de Quevedo pa tajnik Maríe de Austria, sestre kralja Felipeja II  ̶ , zaradi česar je Francisco že v zgodnjem okolju izpostavljen dvornemu in političnemu ambientu. 
Šola se na jezuitski šoli Colegio Imperial de la Compañia de Jesús (današnji Instituto San Isidro v Madridu), nato pa šolanje nadaljuje na univerzah v Alcalá de Henares in Valladolidu. V slednjem postane znan kot pesnik in zaslovi zaradi rivalstva z drugim, že uveljavljenim španskim pesnikom, Góngoro. 
Leta 1606 se ustali v Madridu, kjer nadaljuje s študijem teologije. V tem obdobju se spoprijatelji s Pedrom Téllez-Girónom, vojvodo de Osuna, ki ga leta 1613 kot tajnik spremlja v Italijo ter opravljajoč zanj razna dela, ki ga vodijo v Nico, Benetke. Kot skrivni agent sodeluje v nevarnih diplomatskih spletkah med italijanskimi republikami. Vojvodi de Osuna posveti prevode Anakreona, ki do tedaj v španščino še ni preveden.
Po vrnitvi v Madrid se giblje v krogih vojvode de Lerma, da bi za prijatelja vojvodo de Osuna dosegel imenovanje v podkralja Neaplja, kar mu tudi uspe v letu 1616. V istem letu mu podelijo odlikovanje slavnega viteškega reda sv. Jakoba (Orden de Santiago).
Kot tesni sodelavec vojvode de Osuna je po padcu le-tega v letu 1620 (po krivem) obtožen sodelovanja v neki zaroti, pridržan je ter izgnan v mesto Torre de Juan Abad v provinci Ciudad Real.
Ko pride na oblast grof in vojvoda de Olivares, si povrne kraljevo zaupanje. Olivares se postavi za njegovega zaščitnika in mu podeli častni naziv kraljevega tajnika. Vendar pa Quevedo znova ogrozi svoj politični status, ko kljub opozorilu Olivaresa, naj se vzdrži glasovanja, nasprotuje predlogu, da se sveto Terezijo (namesto apostola Jakoba) razglasi za zaščitnico Španije. Njegovo nasprotovanje ga privede do novega izgona v letu 1628, tokrat v samostan svetega Marka v Leónu.
Hitro se vrne, še bolj politično aktiven. Leta 1634 se poroči z vdovo Esperanzo de Mendoza, ki je po godu Olivaresovi ženi, a se od nje kmalu zatem loči. Afere zaradi korupcije povzročijo, da postane vojvoda de Olivares nezaupljiv. V letu 1639 je po seriji grdih obtožb obsojen ter znova zaprt v samostan svetega Marka, kjer v mali celici ostane zaprt do leta 1643. Po izpustu na svobodo, ga že močno načenja bolezen, zato se odloči dokončno umakniti v mesto Torre de Juan Abad.

## Delo
Quevedo kot literat goji vse literarne zvrsti, aktualne v obdobju njegovega ustvarjanja. Že kot mladenič začne pisati poezijo - predvsem satirične in burleskne sonete, v katerih kritično izraža svoje mnenje. V njegovih najboljših pesmih se odsevajo deziluzija, melanholija ter refleksije o času in smrti. Značilne za barok, so to hkrati ključne značilnosti njegove poetike, ki so zasenčile ljubezensko tematiko v njegovih delih. Poglobljenim refleksijam in zastavljeni konceptualni kompleksnosti se pridruži direkten, velikokrat pogovorni izraz, ki delu doda sodoben ton. Zavzame trdno ter agresivno držo pri zavračanju gongorizma, kar se kaže v ostrih zapisih, v katerih je rivala smešil, takšno je npr. delo Aguja de navegar cultos con la receta para hacer Soledades en un día (1631).
Njegova pesniška dela, slavna že za časa njegovega življenja, so bila posmrtno objavljena v dveh knjigah. Med pesmimi so bile še posebej odmevne »letrille« in romance, ki so se širile med ljudmi ter so bile brez navedbe avtorja vključene v drugi del dela Romancero general (1605).
Tudi njegov prozni opus je raznolik ter obširen in mu je prinesel uspeh. Pisal je vse od političnih pogodb do asketskih filozofsko-moralnih del. Med boljšimi velja omeniti delo La cuna y la sepultura (1634), ki ga napiše po Senekovem zgledu in kjer je moč čutiti vplive stoicizma.
Med njegovimi deli pa še posebej izstopa pikareskni roman Historia de la vida del Buscón, llamado don Pablos (v slovenskem prevodu Življenjepis lopova). Delo, napisano v Quevedovem mladostnem obdobju ter skrivaj objavljano do končne izdaje, je stilistično brezhibno, domiselno ter obarvano z jedkim humorjem. Bolj kot originalna misel delo oblikuje avtorjevo obladovanje in virtuoznost pri uporabi kastiljskega jezika v vseh možnih registrih, na področju, kjer avtor ostaja brez konkurence.  

### Poezija
- Primera parte de las flores de poetas ilustres de España (1506)
- El Parnaso español (1648)
- Las Tres Musas Últimas Castellanas (1670)

### Proza

#### Satirično-moralna dela
- Sueños y discursos (1627): 1. El Sueño del Juicio Final, 2. El alguacil endemoniado, 3. El Sueño del Infierno, 4. El mundo por de dentro, 5. El Sueño de la Muerte (bolj znana kot La visita de los chistes)
- Discurso de todos los diablos o infierno emendado (1628)
- La hora de todos y la Fortuna con seso
- Historia de la vida del Buscón llamado don Pablos; ejemplo de vagamundos y espejo de tacaños (1. objava: 1626). Slov. prevod (Miro Bajt): Življenjepis lopova, Ljubljana: Mihelač, 1995. ISBN 961-201-124-9. COBISS-ID: 49740032
- Su espada por Santiago (1628)
- Memorial (1629)
- El Tribunal de la Justa Venganza (1635)

#### Praznična dela
- Premática y aranceles, hechas por el fiel de las putas
- Consejos para guardar mosca y gastar la prosa
- Premática del tiempo
- Capitulaciones matrimoniales
- Capitulaciones de la vida de la Corte
- Cartas del caballero de la Tenaza (1625)
- Libro de todas las cosas y otras muchas más. Compuesto por el docto y experimentado en todas materias. El único maestro malsabidillo. Dirigido a la curiosidad de los entremetidos, a la turbamulta de los habladores, y a la sonsaca de las viejecitas.
- Gracias y desgracias del ojo del culo

#### Dramska dela
- Calle de Quevedo: po pisatelju so v Madridu poimenovali nekaj javnih prostorov, med drugim tudi ulico.Cómo ha de ser el privado
- Bárbara
- Diego Moreno
- La vieja Muñatones
- Los enfadosos
- La venta
- La destreza
- La polilla de Madrid
- El marido pantasma
- El marión
- El caballero de la Tenaza
- El niño y Peralvillo de Madrid
- La ropavejera
- Originalna naslovnica pikaresknega romana Historia de la vida del Buscón, llamado don Pablos.Los refranes del viejo celoso

### Neliterarna dela

#### Politična dela
- España defendida, y los tiempos de ahora, de las calumnias de los noveleros y sediciosos
- Política de Dios, gobierno de Cristo
- Mundo caduco y desvaríos de la edad
- Grandes anales de quince días
- Memorial por el patronato de Santiago
- Lince de Italia y zahorí español (napisana 1628, izdana 1852).
- El chitón de Tarabillas (1630), velikokrat natisnjena pod naslovom Tira la piedra y esconde la mano.
- Execración contra los judíos (1633)
- Carta al serenísimo, muy alto y muy poderoso Luis XIII, rey cristianísimo de Francia (1635).
- Breve compendio de los servicios de Francisco Gómez de Sandoval, duque de Lerma (1636).
- La rebelión de Barcelona ni es por el güevo ni es por el fuero (1641)
- Vida de Marco Bruto (1644)

- ida de Santo Tomás de Villanueva (1620)
- Providencia de Dios (1641)
- Vida de San Pablo (1644)
- La constancia y paciencia del santo Job (1713)

#### Filozofska dela
- Doctrina moral del conocimiento propio, y del desengaño de las cosas ajenas (1630).
- La cuna y la sepultura para el conocimiento propio y desengaño de las cosas ajenas (1634)
- Epicteto, y Phocílides en español con consonantes, con el Origen de los estoicos, y su defensa contra Plutarco, y la Defensa de Epicuro, contra la común opinión (1635).
- Las cuatro pestes del mundo y los cuatro fantasmas de la vida (1651)

#### Literarna kritika
- La aguja de navegar cultos con la receta para hacer Soledades en un día (1631), satira nastrojena proti pesnikom, ki uporabljajo gongoristični ali kulteranistični jezik
- La culta latiniparla (1624), burleskni priročnik za govorce gongorističnega jezika
- La Perinola (1633, izdana 1788), napad na delo Para todos Juana Péreza de Montalbán
- Cuento de cuentos (1626)

#### Pisemska korespondenca
Zbral in uredil jo je Luis Astrana Marín v letu 1946. Vsebuje 43 neobjavljenjih pisem prijatelju Sanchu de Sandoval de Beas (iz Jaéna) v zadnjih desetih letih avtorjevega življenja. 

#### Prevodi
- San Francisco de Sales: Introducción a la vida devota
- Séneca: De los remedios de cualquier fortuna (1638)
- Virgilio Malvezzi: El Rómulo (1632)

### Izgubljena dela
- 2. del dela Vida de Marco Bruto, omenjen v zadnjih Quevedovih pismih leta 1644
- Historia de don Sebastián, rey de Portugal
- La polilla de las repúblicas
- Historia del año 1631
- Dichos y hechos del Duque de Osuna en Flandes, España, Nápoles y Sicilia